# I liga urugwajska w piłce nożnej (2004)
- Mistrz Urugwaju 2004: Danubio FC
- Wicemistrz Urugwaju 2004: Club Nacional de Football
- Copa Libertadores 2005: Danubio FC (jako mistrz Urugwaju), Club Nacional de Football (jako wicemistrz Urugwaju), CA Peñarol (jako zwycięzca turnieju Pre-Liguilla)
- Copa Sudamericana 2005: Danubio FC (jako mistrz Urugwaju), Defensor Sporting (jako finalista turnieju Pre-Liguilla).
- Spadek do drugiej ligi: Central Español Montevideo, CA Bella Vista oraz Deportivo Maldonado
- Awans z drugiej ligi: River Plate Montevideo, Paysandú oraz Rampla Juniors.

Mistrzostwa Urugwaju w roku 2004 rozgrywane były według bardzo skomplikowanego regulaminu. Najpierw wszystkie 18 klubów urugwajskiej pierwszej ligi rozegrały turniej Clasificatorio – po jednym meczu każdy z każdym. Turniej ten zadecydował o tym, które z klubów zagrają w turniejach Apertura i Clausura o mistrzostwo Urugwaju, a które zagrają w turnieju Reclasificatorio o utrzymanie się w pierwszej lidze. Zwycięstwo w turnieju Clasificatorio mogło mieć wpływ (i miało, jak się później okazało) na to, kto zostanie mistrzem Urugwaju. Ponadto zwycięzca Clasificatorio kwalifikował się do Copa Libertadores obok mistrza Urugwaju i zwycięzcy kończącego sezon turnieju Pre-Liguilla. Ponieważ mistrzem Clasificatorio został klub Danubio FC, który później zdobył mistrzostwo kraju, do Copa Libertadores zakwalifikował się jako trzeci klub wicemistrz Urugwaju Club Nacional de Football. Po turnieju Clasificatorio 10 klubów urugwajskich rozegrało dwa turnieje – Apertura (zwyciężył Club Nacional de Football) i Clausura (zwyciężył Danubio FC). Teraz mistrzowie Apertury i Clausury zmierzyli się ze sobą o tytuł mistrza Urugwaju. Ponieważ oba kluby w dwóch meczach zdobyły jednakową liczbę punktów o mistrzostwie przesądziła liczba „ważnych” turniejów wygranych w tym sezonie – Danubio FC wygrał dwa turnieje (Clasificatorio i Clausura), natomiast Club Nacional de Football tylko jeden (Apertura). Równolegle do turniejów Apertura i Clausura rozegrano turniej Reclasificatorio, decydujący o tym, które kluby spadną do drugiej ligi (Segunda división uruguaya). Okazało się, że były to Central Español Montevideo, CA Bella Vista oraz Deportivo Maldonado. Na koniec rozegrano turniej Pre-Liguilla, mający na celu wyznaczenie klubów, które reprezentować będą Urugwaj w międzynarodowych pucharach w roku 2005.

## Torneo Clasificatorio 2004
Turniej rozgrywany jest w postaci jednej rundy.
Najlepsze 10 klubów awansuje do turniejów Apertura i Clausura, gdzie walczyć będą o mistrzostwo Urugwaju. Nie oznacza to jednak, że najlepsza dziesiątka to kolejne 10 klubów w końcowej tabeli. Będą miały miejsce następujące wyjątki:
1. jeśli w czołowej dziesiątce tabeli znajdzie się tylko jeden zespół spoza Montevideo, drugi z kolei najlepszy klub z prowincji zmierzy się w barażach z najgorszym klubem z Montevideo, który w końcowej tabeli zmieścił się w dziesiątce, ale tylko pod warunkiem, że różnica punktów między tymi klubami nie będzie większa niż 5
2. w przypadku, gdyby w czołowej dziesiątce końcowej tabeli nie znalazł się żaden z klubów spoza Montevideo, dwa najlepsze zespoły prowincjonalne rozegrają mecze barażowe z 9. i 10. zespołem w tabeli, ale pod warunkiem, że różnica punktów między drużynami z prowincji a 10. zespołem nie będzie większa niż 5
3. jeśli w czołowej dziesiątce tabeli końcowej będzie więcej niż 3 kluby spoza Montevideo, tylko 3 najlepsze zakwalifikują się do turniejów Apertura i Clausura, a zwolnione miejsca zajmą najlepsze spoza dziesiątki kluby z Montevideo.

Pozostałe 8 klubów, które nie zakwalifikują się do turniejów Apertura i Clausura, zagra w turnieju Reclasificatorio 2004.

### Clasificatorio 1
| Data          | Mecz |
| ------------- | --- |
| 19 marca 2004 | Cerrito Montevideo – Rentistas Montevideo 1:1 Mauricio Pérez 19 – Robert López 26                                                         |
| 20 marca 2004 | CA Peñarol – Defensor Sporting 1:1 Martín Adrián García 38 – Fernando Fadeuille 57                                                        |
| 21 marca 2004 | Club Nacional de Football – Tacuarembó 3:0 Fernando Machado 33, Adrián Romero 39, Alexander Medina 59                                     |
| 21 marca 2004 | Central Español Montevideo – Plaza Colonia 2:1 Álvaro Pintos 28, 40k – Miguel Ximénez 46k                                                 |
| 21 marca 2004 | Liverpool Montevideo – CA Bella Vista 0:0                                                                                                 |
| 21 marca 2004 | Miramar Miramar Misiones – Deportivo Maldonado 0:0                                                                                        |
| 21 marca 2004 | Montevideo Wanderers – Colonia Juan Lacaze 1:1 Julio César Ramírez 28k – Zinho 23                                                         |
| 21 marca 2004 | Rocha – Danubio FC 3:3 Sergio Recoba 47k, Pedro Cardozo 56, 60 – Jorge Winston Curbelo 14, Ignacio González 41, Juan Manuel Olivera 57    |
| 22 marca 2004 | Fénix Montevideo – CA Cerro 4:2 Nicolás Vigneri 38, 89, Leonel Philipauskas 62, José Carini 70 – Mario Carballo 45+2s, Adrián Speranza 52 |

### Clasificatorio 2
| Data             | Mecz |
| ---------------- | --- |
| 26 marca 2004    | Defensor Sporting – Rocha 2:0 Miguel Amado 30, Gonzalo Vargas 67                                                  |
| 27 marca 2004    | Cerrito Montevideo – Fénix Montevideo 2:1 Mauricio Pérez 13, Javier Benia 62k – José Carini 34                    |
| 28 marca 2004    | CA Cerro – Tacuarembó 1:0 César González 15                                                                       |
| 28 marca 2004    | Central Español Montevideo – Miramar Miramar Misiones 1:1 Marcelo Mansilla 72 – Ricardo Varela 40                 |
| 28 marca 2004    | Plaza Colonia – Deportivo Maldonado 2:2 Miguel Ximénez 8, Oscar Torlacoff 64 – Bruno Piano 46k, Ignacio Borjas 67 |
| 28 marca 2004    | Liverpool Montevideo – Montevideo Wanderers 2:0 Sebastián Vázquez 62, Sebastián Soria 68                          |
| 28 marca 2004    | CA Bella Vista – Colonia Juan Lacaze 1:0 Andrés Larre 3                                                           |
| 7 kwietnia 2004  | Rentistas Montevideo – Club Nacional de Football 0:2 Alexander Medina 28, 62k                                     |
| 21 kwietnia 2004 | CA Peñarol – Danubio FC 0:2 Jadson Viera Castro 17, Omar Pouso 41                                                 |

### Clasificatorio 3
| Data            | Mecz |
| --------------- | --- |
| 2 kwietnia 2004 | Deportivo Maldonado – Montevideo Wanderers 0:1 Renan Pippi 88                                                              |
| 3 kwietnia 2004 | Fénix Montevideo – Tacuarembó 1:2 José Carini 25 – Pablo Rodríguez 33, Henderson Machado 89                                |
| 3 kwietnia 2004 | Rentistas Montevideo – Plaza Colonia 2:2 Mauricio Webber 9, Rubén Fernández 52 – Mauricio Victorino 67, Eduardo Espinel 87 |
| 3 kwietnia 2004 | Colonia Juan Lacaze – CA Peñarol 1:0 Rino Lucas 48k                                                                        |
| 4 kwietnia 2004 | Club Nacional de Football – CA Cerro 1:0 Oscar Javier Morales 86                                                           |
| 4 kwietnia 2004 | Central Español Montevideo – Cerrito Montevideo 0:3 Everaldo Ferreira 21, Alberto Martín Acosta 64, Pablo Russo 79         |
| 4 kwietnia 2004 | Liverpool Montevideo – Rocha 2:0 Sebastián Vázquez 26, Sebastián Soria 62k                                                 |
| 4 kwietnia 2004 | Miramar Miramar Misiones – CA Bella Vista 4:1 Luis Pérez 2, Ricardo Varela 44, Adrián Coria 79, 84 – Martín Ycart 74k      |
| 4 kwietnia 2004 | Danubio FC – Defensor Sporting 2:0 Carlos Grosnile 25, Juan Manuel Olivera 80                                              |

### Clasificatorio 4
| Data             | Mecz |
| ---------------- | --- |
| 9 kwietnia 2004  | CA Bella Vista – Cerrito Montevideo 0:1 Alberto Martín Acosta 62                                               |
| 10 kwietnia 2004 | Miramar Miramar Misiones – Plaza Colonia 3:2 Ricardo Varela 27, Adrián Coria 53k, 66k – Miguel Ximénez 41, 74k |
| 10 kwietnia 2004 | Deportivo Maldonado – Liverpool Montevideo 2:2 Juan Silva Cerón 13, 65 – Aldo Giménez 8, Ángel Gutiérrez 57    |
| 11 kwietnia 2004 | Danubio FC – Club Nacional de Football 1:0 Juan Manuel Olivera 70                                              |
| 11 kwietnia 2004 | Colonia Juan Lacaze – Fénix Montevideo 1:1 Freddy Freire 22 – Nicolás Vigneri 29                               |
| 11 kwietnia 2004 | Defensor Sporting – CA Cerro 0:1 José Bolón 50                                                                 |
| 11 kwietnia 2004 | Tacuarembó – CA Peñarol 0:1 Carlos Bueno 72                                                                    |
| 11 kwietnia 2004 | Rocha – Central Español Montevideo 0:0                                                                         |
| 11 kwietnia 2004 | Montevideo Wanderers – Rentistas Montevideo 1:0 Edison Chará 48                                                |

### Clasificatorio 5
| Data             | Mecz |
| ---------------- | --- |
| 16 kwietnia 2004 | Plaza Colonia – Liverpool Montevideo 2:2 Miguel Ximénez 21, 48 – Sebastián Soria 22, Pablo Gaglianone 47 |
| 17 kwietnia 2004 | Club Nacional de Football – Fénix Montevideo 1:1 Alexander Medina 30 – Fabián Estoyanoff 35              |
| 17 kwietnia 2004 | CA Cerro – Central Español Montevideo 1:0 Adrián Speranza 6]                                             |
| 18 kwietnia 2004 | Cerrito Montevideo – Tacuarembó 2:1 Mauricio Pérez 60, Pablo Russo 80 – Horacio Erpen 10                 |
| 18 kwietnia 2004 | Rentistas Montevideo – CA Peñarol 1:2 Valentín Villazán 27 – Carlos Bueno 71, 84                         |
| 18 kwietnia 2004 | Montevideo Wanderers – Miramar Miramar Misiones 0:0                                                      |
| 18 kwietnia 2004 | Defensor Sporting – Deportivo Maldonado 0:0                                                              |
| 18 kwietnia 2004 | CA Bella Vista – Rocha 1:1 Sebastián López 66 – Rubén Rodríguez Pedraja 87k                              |
| 18 kwietnia 2004 | Danubio FC – Colonia Juan Lacaze 1:1 Carlos Grosnile 70 – Rino Lucas 22k                                 |

### Clasificatorio 6
| Data             | Mecz |
| ---------------- | --- |
| 23 kwietnia 2004 | Montevideo Wanderers – Rocha 1:2 Gabriel Alcoba 91 – Pedro Cardozo 6, Christian Castellanos 64                        |
| 24 kwietnia 2004 | Liverpool Montevideo – Miramar Miramar Misiones 1:1 Sebastián Rodrigo Vázquez 36 – Ricardo Varela 27                  |
| 24 kwietnia 2004 | Deportivo Maldonado – CA Peñarol 2:2 Ignacio Borjas 41, César Pellegrín 70 – Gabriel Cedrés 19, 91                    |
| 25 kwietnia 2004 | Cerrito Montevideo – Club Nacional de Football 1:0 Mauricio Pérez 71                                                  |
| 25 kwietnia 2004 | Central Español Montevideo – Fénix Montevideo 0:0                                                                     |
| 25 kwietnia 2004 | CA Cerro – Rentistas Montevideo 1:2 Marcelo Durán 80 – Héctor Acuña 40, Paulo Pezzolano 50                            |
| 25 kwietnia 2004 | Tacuarembó – Plaza Colonia 1:1 Henderson Machado 83 – Miguel Ximénez 61k                                              |
| 25 kwietnia 2004 | Danubio FC – CA Bella Vista 3:1 Enrique Gonzalo Gutiérrez 9, Ignacio González 52, Diego Rariz 82 – Pablo Hernández 25 |
| 25 kwietnia 2004 | Colonia Juan Lacaze – Defensor Sporting 2:2 Fernando Alves 14, Zinho 80 – Gonzalo Vargas 4, Paulo Serolini 60         |

### Clasificatorio 7
| Data             | Mecz |
| ---------------- | --- |
| 28 kwietnia 2004 | Club Nacional de Football – Montevideo Wanderers 3:0 Alexander Medina 10, 12, Alain N'Kong 58                                            |
| 28 kwietnia 2004 | CA Cerro – Rocha 3:1 Marcelo Durán 45, 69, Angelo Lamanna 68s – Pedro Cardozo 90k                                                        |
| 28 kwietnia 2004 | Tacuarembó – Deportivo Maldonado 3:0 Horacio Erpen 10, Pablo Rodríguez 59, Oscar Ledesma 71                                              |
| 28 kwietnia 2004 | Central Español Montevideo – Danubio FC 2:3 Álvaro Pintos 50k, Hugo Costela 60 – Enrique Gonzalo Gutiérrez 8, Walter Guglielmone 22, 83  |
| 28 kwietnia 2004 | Miramar Miramar Misiones – Rentistas Montevideo 1:3 Adrián Coria 22 – Valentín Villazán 3, Paulo Pezzolano 51, Héctor Acuña 68           |
| 28 kwietnia 2004 | Plaza Colonia – Colonia Juan Lacaze 2:2 Miguel Ximénez 6, Oscar Torlacoff 86 – Freddy Freire 32, Zinho 84                                |
| 28 kwietnia 2004 | Defensor Sporting – Liverpool Montevideo 0:4 Aldo Giménez 2, Ángel Gutiérrez 5, Sebastián Soria 35k, Sebastián Rodrigo Vázquez 72        |
| 5 maja 2004      | Fénix Montevideo – CA Bella Vista 5:1 Nicolás Vigneri 6, 30, José Carini 61, Fabián Estoyanoff 74k, Marcelo Broli 86 – Marcos Bassini 43 |
| 5 maja 2004      | Cerrito Montevideo – CA Peñarol 0:4 Sergio Leal 1, Carlos Bueno 64, Ricardo Möller 66s, Cristian Rodríguez 71                            |

### Clasificatorio 8
| Data           | Mecz |
| -------------- | --- |
| 2 maja 2004    | Fénix Montevideo – Danubio FC 0:4 Juan Manuel Olivera 4, Jadson Viera Castro 67, Ignacio González 73, Carlos Grosnile 78k                                |
| 2 maja 2004    | CA Peñarol – CA Cerro 4:1 Carlos Bueno 32, 60, 79, Gabriel Cedrés 71k – Pablo Melo 22                                                                    |
| 2 maja 2004    | Tacuarembó – Liverpool Montevideo 0:1 Ángel Gutiérrez 36                                                                                                 |
| 2 maja 2004    | Defensor Sporting – Cerrito Montevideo 2:2 Gonzalo Vargas 25, Maxi Pereira 88 – Javier Benia 86, 91k                                                     |
| 2 maja 2004    | Rentistas Montevideo – CA Bella Vista 0:0 |
| 2 maja 2004    | Plaza Colonia – Montevideo Wanderers 0:1 Guillermo Almada 39                                                                                             |
| 2 maja 2004    | Miramar Miramar Misiones – Rocha 2:3 Carlos de Castro 11, Rodolfo López 35 – Pedro Cardozo 16, 75, Luis Maguregui 83                                     |
| 2 maja 2004    | Deportivo Maldonado – Colonia Juan Lacaze 0:1 Oscar Dastés 64k                                                                                           |
| 5 czerwca 2004 | Club Nacional de Football – Central Español Montevideo 3:2 Alexander Medina 14, 65, Juan Pablo Rodríguez Conde 76 – Luigi Rodríguez 44, Hugo Costela 83k |

### Clasificatorio 9
| Data        | Mecz |
| ----------- | --- |
| 7 maja 2004 | Plaza Colonia – CA Cerro 2:1 Miguel Ximénez 8, 49k – Izunna Chukwuka 29                                                                        |
| 8 maja 2004 | Club Nacional de Football – Defensor Sporting 0:1 Gonzalo Vargas 70                                                                            |
| 8 maja 2004 | Central Español Montevideo – Colonia Juan Lacaze 1:2 Álvaro Pintos 34k – Oscar Dastés 37k, Freddy Freire 69                                    |
| 9 maja 2004 | Fénix Montevideo – Liverpool Montevideo 3:0 Richard Pellejero 35, Marcelo Méndez 60k, Nicolás Vigneri 65                                       |
| 9 maja 2004 | Rentistas Montevideo – Tacuarembó 3:0 Valentín Villazán 54k, Román Cuello 66, Héctor Acuña 75                                                  |
| 9 maja 2004 | Cerrito Montevideo – Rocha 3:0 Everaldo Ferreira 6, 48, Martín Trueba 72                                                                       |
| 9 maja 2004 | Danubio FC – Miramar Miramar Misiones 4:3 Juan Manuel Olivera 16k, 39k, 45, 52 – Adrián Coria 14, Ricardo Varela 20, Jorge Winston Curbelo 46s |
| 9 maja 2004 | Deportivo Maldonado – CA Bella Vista 0:2 Sebastián López 6, José Tancredi 40                                                                   |
| 9 maja 2004 | Montevideo Wanderers – CA Peñarol 0:1 Carlos Bueno 84                                                                                          |

### Clasificatorio 10
| Data         | Mecz |
| ------------ | --- |
| 14 maja 2004 | Cerrito Montevideo – Plaza Colonia 4:1 Danilo Rivero 6, Alberto Martín Acosta 15, Everaldo Ferreira 77, 79 – Miguel Ximénez 90k |
| 15 maja 2004 | Tacuarembó – Danubio FC 0:2 Omar Pouso 25, Walter Guglielmone 60                                                                |
| 15 maja 2004 | Rentistas Montevideo – Defensor Sporting 1:1 Sergio Damián Santín 54 – Gonzalo Vargas 32                                        |
| 15 maja 2004 | CA Peñarol – CA Bella Vista 1:0 Sergio Leal 3                                                                                   |
| 16 maja 2004 | Deportivo Maldonado – Club Nacional de Football 0:2 Alexander Medina 13, Enrique Colzada 55                                     |
| 16 maja 2004 | Fénix Montevideo – Miramar Miramar Misiones 1:0 José Carini 14                                                                  |
| 16 maja 2004 | CA Cerro – Liverpool Montevideo 1:1 Pablo Melo 33 – Sebastián Soria 63                                                          |
| 16 maja 2004 | Central Español Montevideo – Montevideo Wanderers 1:2 Hugo Costela 70k – Luis Alberto Cor 58, Guillermo Almada 78               |
| 16 maja 2004 | Colonia Juan Lacaze – Rocha 2:2 Oscar Dastés 14k, Rino Lucas 62 – Christian Castellanos 79, 92                                  |

### Clasificatorio 11
| Data            | Mecz |
| --------------- | --- |
| 19 maja 2004    | Plaza Colonia – Club Nacional de Football 0:0 |
| 19 maja 2004    | Rocha – Fénix Montevideo 2:2 Pedro Cardozo 3, Christian Castellanos 59 – Marcelo Méndez 32, Fabián Estoyanoff 67                                                     |
| 19 maja 2004    | Danubio FC – CA Cerro 1:0 Walter Guglielmone 5 mecz przerwany w 22 minucie po tym, jak sędzia został uderzony kamieniem spotkanie zostało dokończone 16 czerwca 2004 |
| 19 maja 2004    | Defensor Sporting – Tacuarembó 2:4 Andrée González 74, Gonzalo Vargas 84 – Roberto Raveglia 4, Sergio Bica 7, Aldo Fabián Díaz 50, Horacio Erpen 70                  |
| 19 maja 2004    | Montevideo Wanderers – Cerrito Montevideo 2:1 Javier Mancini 14, Renán Pippi 40 – Pablo Russo 76 (Rodrigo Casagrande 76s)                                            |
| 19 maja 2004    | CA Bella Vista – Central Español Montevideo 0:1 |
| 19 maja 2004    | Deportivo Maldonado – Rentistas Montevideo 1:2 Bruno Piano 53k – Mauricio Webber 77, Robert López 87                                                                 |
| 19 maja 2004    | Liverpool Montevideo – Colonia Juan Lacaze 2:0 Sebastián Rodrigo Vázquez 1, Leonardo Medina 66                                                                       |
| 4 czerwca 2004  | CA Peñarol – Miramar Miramar Misiones 2:3 Sergio Leal 33, Carlos Bueno 83 – Néstor Cardozo 14, Rodolfo López 64, Sebastián Fernández 89                              |
| 16 czerwca 2004 | Danubio FC – CA Cerro 2:1 Walter Guglielmone 5, Ignacio González 66 – Izunna Chukwuka 31 dokończenie pozostałych 68 minut z dnia 19 maja 2004                        |

### Clasificatorio 12
| Data         | Mecz |
| ------------ | --- |
| 22 maja 2004 | CA Bella Vista – Club Nacional de Football 0:0                                                                     |
| 22 maja 2004 | Danubio FC – Cerrito Montevideo 2:0 Pablo Lima 16, Walter Guglielmone 80                                           |
| 22 maja 2004 | Defensor Sporting – Plaza Colonia 2:2 Diego Jaume 57, Fernando Fadeuille 81 – Ulises Cabrera 18, Miguel Ximénez 85 |
| 23 maja 2004 | Montevideo Wanderers – Fénix Montevideo 0:0                                                                        |
| 23 maja 2004 | Colonia Juan Lacaze – CA Cerro 1:4 Oscar Dastés 27k – Izunna Chukwuka 21, 84, 90, Adrián Speranza 40               |
| 23 maja 2004 | Miramar Miramar Misiones – Tacuarembó 1:0 Pablo Granoche 78                                                        |
| 23 maja 2004 | Rentistas Montevideo – Central Español Montevideo 3:0 Gabriel Rodríguez 16, Valentín Villazán 54k, Román Cuello 80 |
| 23 maja 2004 | Liverpool Montevideo – CA Peñarol 0:5 Carlos Bueno 21, 63, Diego Pérez 54, Sergio Leal 56, Luiz Nunes 79           |
| 23 maja 2004 | Deportivo Maldonado – Rocha 0:2 Rubén Rodríguez Pedraja 4, 28                                                      |

### Clasificatorio 13
| Data           | Mecz |
| -------------- | --- |
| 28 maja 2004   | Rentistas Montevideo – Fénix Montevideo 1:3 Paulo Pezzolano 83 – Nicolás Vigneri 3, Marcelo Sosa 28, Marcelo Martuciello 78           |
| 29 maja 2004   | Danubio FC – Liverpool Montevideo 1:0 Walter Guglielmone 78                                                                           |
| 30 maja 2004   | Deportivo Maldonado – CA Cerro 3:0 Celestino Tejera 17, Diego Guastavino 67, Rafael Muñiz 74                                          |
| 30 maja 2004   | Tacuarembó – Montevideo Wanderers 1:3 Guillermo Dutra 21 – Renán Pippi 6, 49, Julio César Ramírez 28k                                 |
| 30 maja 2004   | Cerrito Montevideo – Miramar Miramar Misiones 1:0 Ricardo Möller 52                                                                   |
| 30 maja 2004   | Central Español Montevideo – Defensor Sporting 0:1 Gonzalo Vargas 85                                                                  |
| 30 maja 2004   | CA Bella Vista – Plaza Colonia 3:2 Carlos Planchón 23s, Agustín Viana 75k, Miguel Mesones 90 – Carlos Planchón 19, Miguel Ximénez 65k |
| 30 maja 2004   | CA Peñarol – Rocha 4:0 Diego Pérez 3, Carlos Bueno 46, Sergio Leal 77, Cristian Rodríguez 91                                          |
| 9 czerwca 2004 | Club Nacional de Football – Colonia Juan Lacaze 3:2 Alexander Medina 28, 32k, Fernando Machado 41 – Oscar Dastés 8k, Zinho 69         |

### Clasificatorio 14
| Data            | Mecz |
| --------------- | --- |
| 11 czerwca 2004 | Fénix Montevideo – Defensor Sporting 2:0 Marcelo Martuciello 1, Nicolás Vigneri 30                                                          |
| 12 czerwca 2004 | Tacuarembó – Central Español Montevideo 2:2 Aldo Fabián Díaz 18, Oscar Ledesma 73 – Hugo Costela 30, Marcelo Mansilla 42                    |
| 12 czerwca 2004 | Miramar Miramar Misiones – Colonia Juan Lacaze 1:1 Rodolfo López 48 – Oscar Dastés 58                                                       |
| 12 czerwca 2004 | Deportivo Maldonado – Danubio FC 0:2 Guillermo Rodríguez 77, Walter Guglielmone 83                                                          |
| 13 czerwca 2004 | CA Peñarol – Club Nacional de Football 0:0                                                                                                  |
| 13 czerwca 2004 | CA Cerro – Cerrito Montevideo 1:3 Adrián Speranza 87 – Everaldo Ferreira 3, 48, Pablo Russo 78                                              |
| 13 czerwca 2004 | Liverpool Montevideo – Rentistas Montevideo 1:2 Leonardo Medina 71 – Paulo Pezzolano 5, 43                                                  |
| 13 czerwca 2004 | Rocha – Plaza Colonia 2:4 Charlie Santos 55, Heber Caro 65 – Mauricio Victorino 17, Bryan Winsker 60, Miguel Ximénez 85, Oscar Torlacoff 90 |
| 13 czerwca 2004 | CA Bella Vista – Montevideo Wanderers 0:2 Gabriel Cichero 11, Renán Pippi 51                                                                |

### Clasificatorio 15
| Data            | Mecz |
| --------------- | --- |
| 19 czerwca 2004 | Rocha – Club Nacional de Football 2:2 Diego Sosa 79, Sergio Recoba 84k – Gustavo Méndez 38, Alexander Medina 52               |
| 19 czerwca 2004 | Rentistas Montevideo – Colonia Juan Lacaze 1:1 Héctor Acuña 91 – Zinho 61                                                     |
| 19 czerwca 2004 | Defensor Sporting – Miramar Miramar Misiones 1:1 Gonzalo Vargas 32 – Pablo Granoche 75                                        |
| 20 czerwca 2004 | CA Peñarol – Fénix Montevideo 2:1 Gabriel Cedrés 50k, Carlos Bueno 85 – Nicolás Vigneri 29                                    |
| 20 czerwca 2004 | CA Cerro – Montevideo Wanderers 1:0 Andrew Opara 81                                                                           |
| 20 czerwca 2004 | Tacuarembó – CA Bella Vista 2:3 Franco Sosa 48, Horacio Erpen 64 – Marcos Fernández 5, Agustín Viana 19k, Henry López Báez 22 |
| 20 czerwca 2004 | Cerrito Montevideo – Liverpool Montevideo 0:2 Marcelo Cataldo 32, Leonardo Medina 37                                          |
| 20 czerwca 2004 | Deportivo Maldonado – Central Español Montevideo 1:1 Bruno Piano 87 – Marcelo Mansilla 82                                     |
| 20 czerwca 2004 | Plaza Colonia – Danubio FC 0:0                                                                                                |

### Clasificatorio 16
| Data            | Mecz |
| --------------- | --- |
| 22 czerwca 2004 | Miramar Miramar Misiones – Club Nacional de Football 2:4 Ricardo Varela 28, 58 – Alexander Medina 29, 67, Luis Alberto Romero 44, Angbwa Benoit 91   |
| 23 czerwca 2004 | Fénix Montevideo – Deportivo Maldonado 1:1 Marcelo Méndez 72k – Ignacio Borjas 89                                                                    |
| 23 czerwca 2004 | CA Bella Vista – CA Cerro 1:2 Egidio Arévalo Ríos 10 – Alberto Ortega 25, Izunna Chukwuka 54                                                         |
| 23 czerwca 2004 | Rocha – Tacuarembó 1:1 Charlie Santos 81 – Guillermo Dutra 70                                                                                        |
| 23 czerwca 2004 | Colonia Juan Lacaze – Cerrito Montevideo 0:1 Pablo Russo 20                                                                                          |
| 23 czerwca 2004 | Liverpool Montevideo – Central Español Montevideo 1:0 Leonardo Medina 40                                                                             |
| 23 czerwca 2004 | Danubio FC – Rentistas Montevideo 0:0 |
| 23 czerwca 2004 | CA Peñarol – Plaza Colonia 4:4 Sergio Leal 15, Gabriel Cedrés 31, Carlos Bueno 55k, 58 – Oscar Torlacoff 3, Miguel Ximénez 28, 85, Rodrigo Bengua 72 |
| 23 czerwca 2004 | Montevideo Wanderers – Defensor Sporting 1:5 Mathías Riquero 58 – Gonzalo Vargas 4, 55, Andrés Lamas 70, 78, Paulo Serolini 90                       |

### Clasificatorio 17
| Data             | Mecz |
| ---------------- | --- |
| 28 sierpnia 2004 | Central Español Montevideo – CA Peñarol 1:1 Leonardo Rojas 87 – Eduardo Mieres 66                                                                         |
| 29 sierpnia 2004 | Club Nacional de Football – Liverpool Montevideo 2:3 Alexander Medina 23k, Alejandro Cichero 87 – Aldo Giménez 21, Leonardo Medina 59, Ángel Gutiérrez 67 |
| 29 sierpnia 2004 | Plaza Colonia – Fénix Montevideo 2:1 Mauricio Victorino 6, Rodrigo Bengua 77 – Marcelo Segalés 91                                                         |
| 29 sierpnia 2004 | CA Cerro – Miramar Miramar Misiones 0:1 Ricardo Varela 15                                                                                                 |
| 29 sierpnia 2004 | Colonia Juan Lacaze – Tacuarembó 1:1 Oscar Dastés 90 – Néstor Silva 71                                                                                    |
| 29 sierpnia 2004 | Deportivo Maldonado – Cerrito Montevideo 0:0 |
| 29 sierpnia 2004 | Rocha – Rentistas Montevideo 1:1 Sergio Recoba 35 – Román Cuello 44                                                                                       |
| 29 sierpnia 2004 | Defensor Sporting – CA Bella Vista 2:1 Andrés Walter Rodríguez 63, Gonzalo Vargas 72 – Diego Vera 80                                                      |
| 29 sierpnia 2004 | Montevideo Wanderers – Danubio FC 0:0 |

### Tabela końcowa Clasificatorio 2004
Zwycięstwo w turnieju Clasificatorio dawało prawo występu w Copa Libertadores 2005
| Poz | Klub                       | Mecze | Zw | Rem | Por | Pkt | BrZd | BrStr |
| --- | -------------------------- | ----- | -- | --- | --- | --- | ---- | ----- |
| 1   | Danubio FC                 | 17    | 12 | 5   | 0   | 41  | 32   | 11    |
| 2   | Cerrito Montevideo         | 17    | 10 | 3   | 4   | 33  | 25   | 17    |
| 3   | CA Peñarol                 | 17    | 9  | 5   | 3   | 32  | 34   | 17    |
| 4   | Club Nacional de Football  | 17    | 8  | 5   | 4   | 29  | 26   | 15    |
| 5   | Liverpool Montevideo       | 17    | 8  | 5   | 4   | 29  | 24   | 19    |
| 6   | Rentistas Montevideo       | 17    | 6  | 7   | 4   | 25  | 23   | 18    |
| 7   | Montevideo Wanderers       | 17    | 7  | 4   | 6   | 25  | 15   | 18    |
| 8   | Fénix Montevideo           | 17    | 6  | 6   | 5   | 24  | 27   | 21    |
| 9   | Defensor Sporting          | 17    | 5  | 7   | 5   | 22  | 22   | 24    |
| 10  | CA Cerro                   | 17    | 7  | 1   | 9   | 22  | 21   | 26    |
| 11  | Miramar Miramar Misiones   | 17    | 5  | 6   | 6   | 21  | 24   | 25    |
| 12  | Plaza Colonia              | 17    | 3  | 9   | 5   | 18  | 29   | 32    |
| 13  | Colonia Juan Lacaze        | 17    | 3  | 9   | 5   | 18  | 19   | 24    |
| 14  | Rocha                      | 17    | 3  | 8   | 6   | 17  | 22   | 33    |
| 15  | CA Bella Vista             | 17    | 4  | 4   | 9   | 16  | 15   | 26    |
| 16  | Tacuarembó                 | 17    | 3  | 4   | 10  | 13  | 18   | 28    |
| 17  | Central Español Montevideo | 17    | 2  | 6   | 9   | 12  | 14   | 25    |
| 18  | Deportivo Maldonado        | 17    | 1  | 8   | 8   | 11  | 12   | 23    |

### Klasyfikacja strzelców bramek
| Gole | Piłkarz             | Klub                      |
| ---- | ------------------- | ------------------------- |
| 16   | Miguel Ximénez      | Plaza Colonia             |
| 15   | Carlos Bueno        | CA Peñarol                |
| 15   | Alexander Medina    | Club Nacional de Football |
| 11   | Gonzalo Vargas      | Defensor Sporting         |
| 9    | Nicolás Vigneri     | Fénix Montevideo          |
| 8    | Juan Manuel Olivera | Danubio FC                |
| 8    | Ricardo Varela      | Miramar Miramar Misiones  |
| 7    | Pedro Cardozo       | Rocha                     |
| 7    | Oscar Dastés        | Colonia Juan Lacaze       |
| 7    | Everaldo Ferreira   | Cerrito Montevideo        |
| 7    | Walter Guglielmone  | Danubio FC                |

### Baraże
| Data            | Mecz                                                                                |
| --------------- | ----------------------------------------------------------------------------------- |
| 1 września 2004 | Defensor Sporting – Plaza Colonia 1:1 Fernando Fadeuile 25 – Mauricio Victorino 2   |
| 1 września 2004 | CA Cerro – Colonia Juan Lacaze 0:0                                                  |
| 4 września 2004 | Colonia Juan Lacaze – Defensor Sporting 0:2 Sebastián Taborda 13, Gonzalo Vargas 89 |
| 4 września 2004 | Plaza Colonia – CA Cerro 0:0                                                        |
| 7 września 2004 | Colonia Juan Lacaze – Plaza Colonia 0:1 Rubens Pérez 88                             |
| 7 września 2004 | Defensor Sporting – CA Cerro 0:0                                                    |

| Poz                 | Klub                | Mecze | Zw | Rem | Por | Pkt | BrZd | BrStr |
| ------------------- | ------------------- | ----- | -- | --- | --- | --- | ---- | ----- |
| 1                   | Defensor Sporting   | 3     | 1  | 2   | 0   | 5   | 3    | 1     |
| 2                   | Plaza Colonia       | 3     | 1  | 2   | 0   | 5   | 2    | 1     |
| 3                   | CA Cerro            | 3     | 0  | 3   | 0   | 3   | 0    | 0     |
| 4                   | Colonia Juan Lacaze | 3     | 0  | 1   | 2   | 1   | 0    | 3     |
| Legenda:            |                     |       |    |     |     |     |      |       |
| Apertura i Clausura |                     |       |    |     |     |     |      |       |
| Reclasificatorio    |                     |       |    |     |     |     |      |       |

## Torneo Apertura 2004

### Apertura 1
| Data             | Mecz                                                                                 |
| ---------------- | ------------------------------------------------------------------------------------ |
| 11 września 2004 | Rentistas Montevideo – Club Nacional de Football 0:1 Sebastián Abreu 7               |
| 12 września 2004 | Cerrito Montevideo – CA Peñarol 1:1 Everaldo Ferreira 37k – Carlos Diogo 66          |
| 12 września 2004 | Fénix Montevideo – Plaza Colonia 0:0                                                 |
| 12 września 2004 | Montevideo Wanderers – Danubio FC 1:1 Guillermo Almada 33 – Ignacio Risso 34         |
| 12 września 2004 | Defensor Sporting – Liverpool Montevideo 1:1 Gonzalo Vargas 53 – Ángel Gutiérrez 51k |

### Apertura 2
| Data             | Mecz                                                                                                   |
| ---------------- | --- |
| 14 września 2004 | CA Peñarol – Montevideo Wanderers 0:0                                                                  |
| 14 września 2004 | Plaza Colonia – Rentistas Montevideo 1:1 Oscar Torlacoff 38 – Román Cuello 48                          |
| 15 września 2004 | Club Nacional de Football – Danubio FC 1:1 Sebastián Abreu 42 – Ignacio Risso 55                       |
| 15 września 2004 | Liverpool Montevideo – Fénix Montevideo 1:1 Leonardo Medina 64 – Marcelo Méndez 90                     |
| 15 września 2004 | Defensor Sporting – Cerrito Montevideo 4:0 Diego de Souza 3, 61, Martín Taborda 20k, Gonzalo Vargas 77 |

### Apertura 3
| Data             | Mecz |
| ---------------- | --- |
| 17 września 2004 | Cerrito Montevideo – Rentistas Montevideo 2:3 Everaldo Ferreira 41, 84 – Paulo Pezzolano 9, 51, Mauricio Webber 54      |
| 18 września 2004 | CA Peñarol – Liverpool Montevideo 3:3 Jorge Serna 24, 60, Carlos Bueno 63 – Leonardo Medina 7, 38, Sebastián Vázquez 40 |
| 18 września 2004 | Danubio FC – Fénix Montevideo 3:1 Juan Manuel Ortiz 6, Diego Rariz 24, Walt Báez 87 – Leonel Philipauskas 66            |
| 19 września 2004 | Club Nacional de Football – Defensor Sporting 0:0                                                                       |
| 19 września 2004 | Montevideo Wanderers – Plaza Colonia 1:0 Gabriel Alcoba 44                                                              |

### Apertura 4
| Data             | Mecz |
| ---------------- | --- |
| 25 września 2004 | Plaza Colonia – CA Peñarol 0:2 Carlos Bueno 55, Martín Rodríguez 79                                               |
| 25 września 2004 | Rentistas Montevideo – Defensor Sporting 1:2 Paulo Pezzolano 58 – Diego de Souza 75, Danilo Peinado 92            |
| 26 września 2004 | Fénix Montevideo – Club Nacional de Football 0:3 Alexander Medina 20, 70, 77                                      |
| 26 września 2004 | Liverpool Montevideo – Montevideo Wanderers 2:2 Leonardo Medina 36, 57 – Jorge Martínez 15, Rodrigo Casagrande 76 |
| 26 września 2004 | Danubio FC – Cerrito Montevideo 1:0 Ignacio Risso 26                                                              |

### Apertura 5
| Data             | Mecz |
| ---------------- | --- |
| 28 września 2004 | Plaza Colonia – Danubio FC 0:0 |
| 29 września 2004 | Defensor Sporting – CA Peñarol 2:1 Maxi Pereira 11, Diego de Souza 43 – Carlos Bueno 84                                                                       |
| 29 września 2004 | Liverpool Montevideo – Club Nacional de Football 1:4 Luis Aguiar 82 – Sebastián Abreu 19, Alexander Medina 31, Gonzalo Castro Irizabal 57, Gustavo Méndez 88k |
| 29 września 2004 | Rentistas Montevideo – Montevideo Wanderers 2:1 Mauricio Weber 25, Valentín Villazán 46+k – Julio César Ramírez 39k                                           |
| 29 września 2004 | Fénix Montevideo – Cerrito Montevideo 0:1 Everaldo Ferreira 63                                                                                                |

### Apertura 6
| Data                | Mecz |
| ------------------- | --- |
| 2 października 2004 | CA Peñarol – Fénix Montevideo 5:3 Gabriel Cedrés 5, Sergio Leal 59, Jorge Serna 79, 88, Martín Rodríguez 90 – Fernando Fajardo 11, Víctor López 60, Germán Álvarez 83 |
| 3 października 2004 | Club Nacional de Football – Plaza Colonia 2:2 Alexander Medina 42, Martín Ligüera 61 – Rodrigo Bengua 72, Mauricio Victorino 74                                       |
| 3 października 2004 | Cerrito Montevideo – Liverpool Montevideo 0:1 Luis Aguiar 63 |
| 3 października 2004 | Danubio FC – Rentistas Montevideo 2:1 Ignacio Risso 68k, Ignacio González 80 – Paulo Pezzolano 64k                                                                    |
| 3 października 2004 | Montevideo Wanderers – Defensor Sporting 1:2 Sergio Blanco 32 – Sebastián Taborda 36, Maxi Pereira 71                                                                 |

### Apertura 7
| Data                 | Mecz                                                                                     |
| -------------------- | ---------------------------------------------------------------------------------------- |
| 16 października 2004 | CA Peñarol – Rentistas Montevideo 3:1 Sergio Leal 26, 60, 76 – Héctor Acuña 19           |
| 16 października 2004 | Defensor Sporting – Danubio FC 0:1 Ignacio Risso 68                                      |
| 17 października 2004 | Club Nacional de Football – Cerrito Montevideo 1:0 Alexander Medina 15                   |
| 17 października 2004 | Liverpool Montevideo – Plaza Colonia 3:1 Leonardo Medina 11, 85, 90 – Oscar Torlacoff 82 |
| 17 października 2004 | Fénix Montevideo – Montevideo Wanderers 0:0                                              |

### Apertura 8
| Data                 | Mecz |
| -------------------- | --- |
| 23 października 2004 | Liverpool Montevideo – Danubio FC 1:0 Rodrigo Sebastán Vázquez 74                                        |
| 24 października 2004 | CA Peñarol – Club Nacional de Football 1:2 Sergio Leal 73 – Alexander Medina 78, 88                      |
| 24 października 2004 | Plaza Colonia – Defensor Sporting 1:2 Carlos Ruben Planchón 11 – Gonzalo Vargas 39, Sebastián Taborda 64 |
| 24 października 2004 | Rentistas Montevideo – Fénix Montevideo 1:1 Mathías Espíndola 60 – Alonso Zúñiga 53                      |
| 24 października 2004 | Montevideo Wanderers – Cerrito Montevideo 0:3 Everaldo Ferreira 30, 38, Mauricio Pérez 89                |

### Apertura 9
| Data                 | Mecz |
| -------------------- | --- |
| 26 października 2004 | Plaza Colonia – Cerrito Montevideo 3:1 Fernando Cardozo 24k, Nelson Techera 37, Wang Yang 81 – Everaldo Ferreira 89          |
| 31 października 2004 | Montevideo Wanderers – Club Nacional de Football 1:3 Sergio Blanco 41 – Sebastián Abreu 15, 17, Alexander Medina 36          |
| 31 października 2004 | Danubio FC – CA Peñarol 2:0 Ignacio Risso 22, Juan Manuel Salgueiro 77                                                       |
| 31 października 2004 | Defensor Sporting – Fénix Montevideo 5:1 Gonzalo Vargas 19k, 73, Danilo Peinado 22, 56, Andrés Aparicio 70 – Dany González 1 |
| 31 października 2004 | Rentistas Montevideo – Liverpool Montevideo 3:0 Esteban García 1, 23, Héctor Acuña 30                                        |

### Tabela końcowa Apertura 2004
Zwycięstwo w turnieju Apertura dawało prawo gry o tytuł mistrza Urugwaju.
| Poz | Klub                      | Mecze | Zw | Rem | Por | Pkt | BrZd | BrStr |
| --- | ------------------------- | ----- | -- | --- | --- | --- | ---- | ----- |
| 1   | Club Nacional de Football | 9     | 6  | 3   | 0   | 21  | 17   | 6     |
| 2   | Defensor Sporting         | 9     | 6  | 2   | 1   | 20  | 18   | 7     |
| 3   | Danubio FC                | 9     | 5  | 3   | 1   | 18  | 11   | 5     |
| 4   | Liverpool Montevideo      | 9     | 3  | 4   | 2   | 13  | 13   | 15    |
| 5   | CA Peñarol                | 9     | 3  | 3   | 3   | 12  | 16   | 14    |
| 6   | Rentistas Montevideo      | 9     | 3  | 2   | 4   | 11  | 13   | 13    |
| 7   | Plaza Colonia             | 9     | 1  | 4   | 4   | 7   | 8    | 12    |
| 8   | Cerrito Montevideo        | 9     | 2  | 1   | 6   | 7   | 8    | 14    |
| 9   | Montevideo Wanderers      | 9     | 1  | 4   | 4   | 7   | 7    | 13    |
| 10  | Fénix Montevideo          | 9     | 0  | 4   | 5   | 4   | 7    | 19    |

## Torneo Clausura 2004

### Clausura 1
| Data             | Mecz |
| ---------------- | --- |
| 2 listopada 2004 | CA Peñarol – Cerrito Montevideo 2:1 Gonzalo Pizzichillo 9, Cristian Rodríguez 92 – Danilo Rivero 65 |
| 2 listopada 2004 | Plaza Colonia – Fénix Montevideo 3:3 Nelson Techera 2, Wang Yang 34, 37 – Fabián Estoyanoff 80, Waldemar Maldonado 84k, Dany González 86                                                                |
| 3 listopada 2004 | Club Nacional de Football – Rentistas Montevideo 6:1 Sebastián Abreu 2, Gonzalo Castro Irizabal 5, Martín Ligüera 30, Fernando Savio 54s, Alexander Medina 57, Sebastián Eguren 90 – Paulo Pezzolano 61 |
| 3 listopada 2004 | Danubio FC – Montevideo Wanderers 2:1 Juan Manuel Salgueiro 10, 29 – Sergio Blanco 91 |
| 3 listopada 2004 | Liverpool Montevideo – Defensor Sporting 1:2 Carlos Díaz 34s – Danilo Peinado 50, Gonzalo Vargas 55 |

### Clausura 2
| Data             | Mecz |
| ---------------- | --- |
| 6 listopada 2004 | Danubio FC – Club Nacional de Football 2:1 Juan Manuel Ortiz 49, 68 – Ignacio La Luz 42                                                        |
| 6 listopada 2004 | Cerrito Montevideo – Defensor Sporting 0:2 Gonzalo Vargas 22, Maxi Pereira 87                                                                  |
| 6 listopada 2004 | Fénix Montevideo – Liverpool Montevideo 2:3 Fabián Estoyanoff 25, Alejandro Lago 79 – Luis Aguiar 21, Ángel Gutiérrez 52, Juan Marcelo Toya 74 |
| 6 listopada 2004 | Rentistas Montevideo – Plaza Colonia 2:1 Rubens Pérez 48s, Román Cuello 70 – Osvaldo Carro 92                                                  |
| 6 listopada 2004 | Montevideo Wanderers – CA Peñarol 1:2 Julio Rodríguez 2k – Eduardo Mieres 55, Adrián Apellaniz 90                                              |

### Clausura 3
| Data             | Mecz |
| ---------------- | --- |
| 9 listopada 2004 | Liverpool Montevideo – CA Peñarol 4:0 Sebastián Vázquez 37, Leonardo Medina 43, 54, Walter Kuder 84             |
| 9 listopada 2004 | Fénix Montevideo – Danubio FC 1:2 Fabián Estoyanoff 37 – Bruno Silva 67, Diego Perrone 69                       |
| 9 listopada 2004 | Plaza Colonia – Montevideo Wanderers 0:1 Ronald Ramírez 75                                                      |
| 9 listopada 2004 | Defensor Sporting – Club Nacional de Football 2:1 Fernando Fadeuille 37, Maxi Pereira 41 – Alejandro Cichero 48 |
| 9 listopada 2004 | Rentistas Montevideo – Cerrito Montevideo 1:1 Valentín Villazán 83 k – Everaldo Ferreira 80                     |

### Clausura 4
| Data              | Mecz |
| ----------------- | --- |
| 20 listopada 2004 | Club Nacional de Football – Fénix Montevideo 2:1 Sebastián Abreu 49, Alexander Medina 62 – Waldemar Maldonado 13k |
| 20 listopada 2004 | Cerrito Montevideo – Danubio FC 0:2 Juan Manuel Salgueiro 2, Jorge Artigas 53                                     |
| 21 listopada 2004 | CA Peñarol – Plaza Colonia 3:1 Carlos Bueno 9, 55, Mario Leguizamón 67 – Oscar Torlacoff 84                       |
| 21 listopada 2004 | Defensor Sporting – Rentistas Montevideo 0:0                                                                      |
| 21 listopada 2004 | Montevideo Wanderers – Liverpool Montevideo 0:2 Leonardo Medina 22, Leonardo Matías González 50                   |

### Clausura 5
| Data              | Mecz |
| ----------------- | --- |
| 24 listopada 2004 | Club Nacional de Football – Liverpool Montevideo 2:1 Martín Ligüera 18, Alberto Silva 76 – Leonardo Medina 86                                       |
| 24 listopada 2004 | Danubio FC – Plaza Colonia 1:0 Juan Manuel Salgueiro 47                                                                                             |
| 24 listopada 2004 | Montevideo Wanderers – Rentistas Montevideo 0:0 |
| 24 listopada 2004 | Cerrito Montevideo – Fénix Montevideo 2:4 Everaldo Ferreira 8, Pablo Russo 27 – Fernando Fajardo 67, Richard Pellejero 71, Fabián Estoyanoff 77, 88 |
| 24 listopada 2004 | CA Peñarol – Defensor Sporting 1:1 Mario Leguizamón 46 – Danilo Peinado 45                                                                          |

### Clausura 6
| Data              | Mecz |
| ----------------- | --- |
| 27 listopada 2004 | Rentistas Montevideo – Danubio FC 2:1 Román Cuello 29, Iván Guillauma 46 – Ignacio Risso 63                                                            |
| 27 listopada 2004 | Plaza Colonia – Club Nacional de Football 1:1 Oscar Torlacoff 40 – Sebastián Abreu 8                                                                   |
| 28 listopada 2004 | Fénix Montevideo – CA Peñarol 0:3 Iván Guerrero 1, Fabián Césaro 62, Carlos Bueno 93                                                                   |
| 28 listopada 2004 | Liverpool Montevideo – Cerrito Montevideo 2:3 Juan Marcelo Toya 47, Leonardo Medina 80 – Ricardo Möller 31, Alberto Martín Acosta 44 k, Pablo Russo 55 |
| 28 listopada 2004 | Defensor Sporting – Montevideo Wanderers 2:1 Maxi Pereira 43k, Gonzalo Vargas 82 – Jorge Martínez 74                                                   |

### Clausura 7
| Data           | Mecz |
| -------------- | --- |
| 1 grudnia 2004 | Danubio FC – Defensor Sporting 0:0                                                                                                   |
| 1 grudnia 2004 | Rentistas Montevideo – CA Peñarol 2:2 Román Cuello 83, 54 – Carlos Bueno 20k, 53                                                     |
| 1 grudnia 2004 | Plaza Colonia – Liverpool Montevideo 1:2 Miguel Ximénez 61 – Sebastián Rodrigo Vázquez 34, Walter Kuder 50                           |
| 1 grudnia 2004 | Montevideo Wanderers – Fénix Montevideo 1:1 Leonel Philipauskas 80s – Nicolás Vigneri 31k                                            |
| 1 grudnia 2004 | Cerrito Montevideo – Club Nacional de Football 2:2 Everaldo Ferreira 37, Mauricio Pérez 74 – Martín Ligüera 84, Alejandro Cichero 88 |

### Clausura 8
| Data           | Mecz |
| -------------- | --- |
| 4 grudnia 2004 | Fénix Montevideo – Rentistas Montevideo 4:0 Nicolás Vigneri 38, 85k, Fernando Savio 59s, Richard Pellejero 77   |
| 4 grudnia 2004 | Cerrito Montevideo – Montevideo Wanderers 0:1 Sergio Blanco 65                                                  |
| 5 grudnia 2004 | Club Nacional de Football – CA Peñarol 3:2 Luis Alberto Romero 73, 81, Sebastián Abreu 92 – Carlos Bueno 43, 61 |
| 5 grudnia 2004 | Danubio FC – Liverpool Montevideo 2:0 Ignacio Risso 34, Ignacio González 65                                     |
| 5 grudnia 2004 | Defensor Sporting – Plaza Colonia 1:0 Williams Martínez 39k                                                     |

### Clausura 9
| Data           | Mecz |
| -------------- | --- |
| 8 grudnia 2004 | Fénix Montevideo – Defensor Sporting 0:0                                                                                            |
| 8 grudnia 2004 | Cerrito Montevideo – Plaza Colonia 2:0 Juan Rottondo 52, 77                                                                         |
| 8 grudnia 2004 | CA Peñarol – Danubio FC 1:5 Gabriel Cedrés 83 – Ignacio Risso 5, Guillermo Rodríguez 12, Walt Báez 31, Juan Manuel Salgueiro 45, 50 |
| 8 grudnia 2004 | Liverpool Montevideo – Rentistas Montevideo 2:0 Gonzalo Romero 7, Leonardo Medina 74                                                |
| 8 grudnia 2004 | Club Nacional de Football – Montevideo Wanderers 0:0                                                                                |

### Tabela końcowa Clausura 2004
Zwycięstwo w turnieju Clausura dawało prawo gry o tytuł mistrza Urugwaju.
| Poz | Klub                      | Mecze | Zw | Rem | Por | Pkt | BrZd | BrStr |
| --- | ------------------------- | ----- | -- | --- | --- | --- | ---- | ----- |
| 1   | Danubio FC                | 9     | 7  | 1   | 1   | 22  | 17   | 6     |
| 2   | Defensor Sporting         | 9     | 5  | 4   | 0   | 19  | 10   | 4     |
| 3   | Club Nacional de Football | 9     | 4  | 3   | 2   | 15  | 18   | 12    |
| 4   | Liverpool Montevideo      | 9     | 5  | 0   | 4   | 15  | 17   | 12    |
| 5   | CA Peñarol                | 9     | 4  | 2   | 3   | 14  | 16   | 18    |
| 6   | Rentistas Montevideo      | 9     | 2  | 4   | 3   | 10  | 8    | 17    |
| 7   | Fénix Montevideo          | 9     | 2  | 3   | 4   | 9   | 16   | 16    |
| 8   | Montevideo Wanderers      | 9     | 2  | 3   | 4   | 9   | 6    | 9     |
| 9   | Cerrito Montevideo        | 9     | 2  | 2   | 5   | 8   | 11   | 16    |
| 10  | Plaza Colonia             | 9     | 0  | 2   | 7   | 2   | 7    | 16    |

## Tabela całoroczna 2004
Tabela całoroczna obejmuje jedynie te kluby pierwszej ligi które w turnieju Clasificatorio zakwalifikowały się do turniejów Apertura i Clausura. Tabela uwzględnia nie tylko dorobek z turniejów Apertura i Clausura, ale także punkty zdobyte przez czołową dziesiątkę w meczach pomiędzy sobą w turnieju Clasificatorio. Zwycięstwo w całorocznej tabeli dawało prawo gry o tytuł mistrza Urugwaju.
| Poz | Klub                      | Mecze | Zw | Rem | Por | Pkt | BrZd | BrStr |
| --- | ------------------------- | ----- | -- | --- | --- | --- | ---- | ----- |
| 1   | Danubio FC                | 27    | 18 | 7   | 2   | 61  | 40   | 11    |
| 2   | Defensor Sporting         | 27    | 13 | 10  | 4   | 49  | 43   | 29    |
| 3   | Club Nacional de Football | 27    | 12 | 9   | 6   | 45  | 43   | 25    |
| 4   | CA Peñarol                | 27    | 12 | 8   | 7   | 44  | 51   | 41    |
| 5   | Liverpool Montevideo      | 27    | 12 | 5   | 10  | 41  | 44   | 42    |
| 6   | Rentistas Montevideo      | 27    | 6  | 10  | 11  | 28  | 29   | 43    |
| 7   | Montevideo Wanderers      | 27    | 6  | 9   | 12  | 27  | 18   | 34    |
| 8   | Cerrito Montevideo        | 27    | 7  | 5   | 15  | 26  | 30   | 45    |
| 9   | Fénix Montevideo          | 27    | 5  | 9   | 13  | 24  | 35   | 47    |
| 10  | Plaza Colonia             | 27    | 2  | 12  | 13  | 18  | 28   | 44    |

### Klasyfikacja strzelców bramek
| Gole | Piłkarz          | Klub                      |
| ---- | ---------------- | ------------------------- |
| 26   | Carlos Bueno     | CA Peñarol                |
| 26   | Alexander Medina | Club Nacional de Football |

## Campeonato Uruguay 2004
O mistrzostwo kraju mogli ubiegać się w sezonie 2004: zwycięzca turnieju Apertura (Club Nacional de Football), zwycięzca turnieju Clausura (Danubio FC) oraz klub, który zajmie pierwsze miejsce w tabeli całorocznej (Danubio FC). O mistrzostwie decydowała różnica punktów – przy równej liczbie punktów w obu meczach mistrzem zostałby Danubio FC, gdyż z trzech turniejów wygrał dwa – turniej Clausura oraz pierwsze miejsce w tabeli całorocznej. Gdyby klub Danubio wygrał już w pierwszym meczu, nie byłoby konieczności rozgrywania rewanżu, gdyż sprawa mistrzostwa byłaby rozstrzygnięta.
| Pierwszy mecz o mistrzostwo Urugwaju |
| --- |
| Club Nacional de Football – Danubio FC 4:1 (3:1) |
| 12 grudnia 2004 Estadio Centenario Club Nacional de Football – Danubio FC 4:1 (3:1) Sędzia: Fernando Cabrera (Fernando Cresci, Igor Moreira) Bramki: 0:1 Ignacio Risso 26, 1:1 Martín Ligüera 32, 2:1 Gustavo Méndez 41, 3:1 Gustavo Méndez 45, 4:1 Walter Fabián Coelho 85 Żółte kartki: Carlos Valdez 41, Federico Raríz 62 – Omar Pouso 22, Walter Gargano 33, Ignacio González 34, Cafú 40 Club Nacional de Football: Sebastián Viera – Federico Rariz, Carlos Valdez, Alejandro Cichero, Ignacio La Luz – Gustavo Méndez, Oscar Javier Morales, Alberto Silva (Walter Fabián Coelho 77) – Martín Ligüera (Sebastián Eguren 79), Gonzalo Castro Irizabal (Juan Albín 72) – Sebastián Abreu. Trener: Hugo de León. Rezerwowi: Jorge Bava – Fernando Machado, Alexander Medina, Luis Alberto Romero. Danubio FC: Luis Barbat – Cafú, Jadson Viera Castro, Guillermo Rodríguez – Jorge Anchén (Juan Manuel Ortiz 46), Omar Pouso, Walter Gargano, Walt Báez (Jorge Artigas 67), Ignacio González – Juan Manuel Salgueiro (Diego Perrone 79), Ignacio Risso. Trener: Gerardo Pelusso. Rezerwowi: Michael Etulain – Damián Álvarez, Diego Rariz, Bruno Silva. |

W rewanżu drużynie Danubio FC nawet jednobramkowe zwycięstwo dawało tytuł mistrza Urugwaju.
| Drugi mecz o mistrzostwo Urugwaju |
| --- |
| Danubio FC – Club Nacional de Football 1:0 (0:0) |
| 15 grudnia 2004 Estadio Jardines del Hipódromo Danubio FC – Club Nacional de Football 1:0 (0:0) Sędzia: Roberto Silvera (Marcelo Gadea, Antonio Braga) Bramki: 1:0 Jadson Viera Castro 90+3 Żółte kartki: Omar Pouso 41, Jorge Artigas 72 – Carlos Valdez 56, Sebastián Viera 62, Gustavo Méndez 87, Juan Albín 87 Czerwone kartki Guillermo Rodríguez 84 Danubio FC: Luis Barbat – Cafú, Jadson Viera Castro, Guillermo Rodríguez – Federico Rariz (Jorge Artigas 60), Omar Pouso, Walter Gargano, Pablo Lima (Walt Báez 56); Ignacio González (Diego Perrone 76) – Juan Manuel Salgueiro, Ignacio Risso. Trener: Gerardo Pelusso. Rezerwowi: Michael Etulain – Jorge Anchén, Juan Manuel Ortiz, Ribaír Rodríguez. Club Nacional de Football: Sebastián Viera – Diego Rariz (Fernando Machado 69), Carlos Valdez, Alejandro Cichero, Ignacio La Luz – Gustavo Méndez, Oscar Javier Morales, Sebastián Eguren; Martín Ligüera – Alexander Medina (Sebastián Abreu 69), Gonzalo Castro Irizabal (Juan Albín 80). Trener: Hugo de León. Rezerwowi: Jorge Bava – Walter Fabián Coelho, Luis Alberto Romero, Alberto Silva |

Danubio FC i Club Nacional de Football zdobyły w dwumeczu po 2 punkty, ale Danubio zdobył tytuł mistrza Urugwaju, gdyż wygrał turniej Clausura oraz był pierwszy w tabeli rocznej, podczas gdy Nacional wygrał tylko turniej Apertura.
Mistrz Urugwaju Danubio FC oraz wicemistrz Urugwaju Club Nacional de Football otrzymały prawo gry w Copa Libertadores 2005.

## Torneo Reclasificatorio 2004

### Reclasificatorio 1
| Data             | Mecz |
| ---------------- | --- |
| 11 września 2004 | Miramar Miramar Misiones – Deportivo Maldonado 2:2 Juan José Díaz 60, Pablo Granoche 69 – Federico Esquivel 19, 61 |
| 11 września 2004 | Tacuarembó – CA Bella Vista 2:0 walkower                                                                           |
| 11 września 2004 | Central Español Montevideo – Colonia Juan Lacaze 3:0 Luigi Rodríguez 27, 78, Heber Noya 58s                        |
| 11 września 2004 | CA Cerro – Rocha 0:2 Pedro Cardozo 55, 89                                                                          |

### Reclasificatorio 2
| Data             | Mecz                                                                                 |
| ---------------- | ------------------------------------------------------------------------------------ |
| 18 września 2004 | Deportivo Maldonado – Tacuarembó 1:1 Bruno Piano 95k – Guillermo Dutra 65            |
| 18 września 2004 | Rocha – Central Español Montevideo 0:1 Gonzalo Lemos 85                              |
| 18 września 2004 | Miramar Miramar Misiones – CA Cerro 1:1 Sebastián Fernández 26 – Fernando Cañarte 19 |
| 18 września 2004 | Colonia Juan Lacaze – CA Bella Vista 1:1 Richard Tabárez 17 – Henry López Báez 29    |

### Reclasificatorio 3
| Data             | Mecz                                                                                             |
| ---------------- | ------------------------------------------------------------------------------------------------ |
| 24 września 2004 | CA Bella Vista – Central Español Montevideo 0:0                                                  |
| 25 września 2004 | CA Cerro – Deportivo Maldonado 2:1 Álvaro Pintos 4, Jorge Conteras 59k – Junior Aliberti 90      |
| 25 września 2004 | Tacuarembó – Colonia Juan Lacaze 3:0 Oscar Ledesma 56, Pablo Rodríguez 60, Guillermo Dutra 83]   |
| 25 września 2004 | Rocha – Miramar Miramar Misiones 1:2 Pedro Cardozo 55 – Rodolfo López 40, Sebastián Fernández 78 |

### Reclasificatorio 4
| Data                | Mecz                                                                                                 |
| ------------------- | --- |
| 2 października 2004 | Colonia Juan Lacaze – Miramar Miramar Misiones 0:0                                                   |
| 2 października 2004 | CA Cerro – CA Bella Vista 2:2 Roberto Brum 3, Álvaro Pintos 77 – Marcos Bassini 56, Ismael Espiga 88 |
| 2 października 2004 | Deportivo Maldonado – Rocha 2:1 Junior Aliberti 8, Fabrizio Cetraro 94 – Pedro Cardozo 4             |
| 2 października 2004 | Central Español Montevideo – Tacuarembó 0:2 Alejandro Mello 43, Christian Castellanos 73             |

### Reclasificatorio 5
| Data                 | Mecz                                                                            |
| -------------------- | ------------------------------------------------------------------------------- |
| 10 października 2004 | Miramar Miramar Misiones – Central Español Montevideo 0:0                       |
| 10 października 2004 | CA Bella Vista – Deportivo Maldonado 1:1 Ismael Espiga 26k – Junior Aliberti 56 |
| 10 października 2004 | Rocha – Colonia Juan Lacaze 1:1 Rubén Rodríguez Pedraja 76 – Oscar Dastés 14    |
| 10 października 2004 | Tacuarembó – CA Cerro 1:1 Aldo Fabián Díaz 55 – Líber Vespa 76                  |

### Reclasificatorio 6
| Data                 | Mecz |
| -------------------- | --- |
| 16 października 2004 | Tacuarembó – Miramar Miramar Misiones 3:0 Néstor Silva 13, Aldo Fabián Díaz 62, Henderson Machado 83                                                                        |
| 16 października 2004 | Deportivo Maldonado – Colonia Juan Lacaze 4:2 Federico Esquivel 46+, Luis Marcelo Vignole 52, Junior Aliberti 70, Rafael Muniz 88 – Roberto Bobadilla 35, Charles Castro 42 |
| 16 października 2004 | CA Bella Vista – Rocha 1:2 Ismael Espiga 80k – Pedro Cardozo 26, 53 |
| 16 października 2004 | Central Español Montevideo – CA Cerro 2:1 Luiggi Rodríguez 80, Marcelo Durán 91 – Izunna Chukwuka 58                                                                        |

### Reclasificatorio 7
| Data                 | Mecz |
| -------------------- | --- |
| 23 października 2004 | Rocha – Tacuarembó 2:1 Pedro Cardozo 25, 55 – Aldo Fabián Díaz 65                                                                 |
| 23 października 2004 | Colonia Juan Lacaze – CA Cerro 1:0 Zinho 7                                                                                        |
| 23 października 2004 | Miramar Miramar Misiones – CA Bella Vista 3:2 Pablo Granoche 58k, 71, Leonardo Zaroza 65 – Fabián Yantorno 4, Sebastián Flores 79 |
| 23 października 2004 | Deportivo Maldonado – Central Español Montevideo 0:0                                                                              |

### Reclasificatorio 8
| Data             | Mecz |
| ---------------- | --- |
| 3 listopada 2004 | Deportivo Maldonado – Miramar Miramar Misiones 4:3 Bruno Piano 4k, 91k, Junior Aliberti 39, 59 – Pablo Granoche 5, Sebastián Fernández 14, Carlos de Castro 87 |
| 3 listopada 2004 | CA Bella Vista – Tacuarembó 1:2 Ismael Espiga 60 – Alejandro Mello 42k, 72                                                                                     |
| 3 listopada 2004 | Colonia Juan Lacaze – Central Español Montevideo 1:1 Luis Almada 47s – Hugo Costela 10                                                                         |
| 3 listopada 2004 | Rocha – CA Cerro 2:0 Pedro Cardozo 54, 81 |

### Reclasificatorio 9
| Data             | Mecz |
| ---------------- | --- |
| 7 listopada 2004 | CA Bella Vista – Colonia Juan Lacaze 1:4 Ismael Espiga 1 – Oscar Dastés 7, Fernando Rocha 15, 43k, Rino Lucas 75 |
| 7 listopada 2004 | CA Cerro – Miramar Miramar Misiones 1:2 Fernando Cañarte 68 – Sebastián Fernández 59, Pablo Granoche 61k         |
| 7 listopada 2004 | Tacuarembó – Deportivo Maldonado 1:0 Aldo Fabián Díaz 25                                                         |
| 7 listopada 2004 | Central Español Montevideo – Rocha 2:1 Hugo Costela 58, Gonzalo Lemes 85 – Heber Caro 61                         |

### Reclasificatorio 10
| Data              | Mecz |
| ----------------- | --- |
| 13 listopada 2004 | Miramar Miramar Misiones – Rocha 3:2 Pablo Granoche 15, Sebastián Fernández 46, Leonardo Zaroza 70 – Sergio Recoba 19, Angelo Lamanna 36 |
| 13 listopada 2004 | Colonia Juan Lacaze – Tacuarembó 2:1 Charles Castro 60, Darwin Barreto 91 – Aldo Fabián Díaz 15                                          |
| 14 listopada 2004 | Deportivo Maldonado – CA Cerro 2:2 Bruno Piano 39k, Celestino Tejera 75 – Pablo Melo 9, Franco Parlacino 47                              |
| 14 listopada 2004 | Central Español Montevideo – CA Bella Vista 0:1 Andrés Larre 69                                                                          |

### Reclasificatorio 11
| Data              | Mecz |
| ----------------- | --- |
| 20 listopada 2004 | Miramar Miramar Misiones – Colonia Juan Lacaze 1:1 Pablo Granoche 11 – Darwin Barreto 23                |
| 20 listopada 2004 | CA Bella Vista – CA Cerro 1:3 Ismael Espiga 34 – Pablo Melo 45, Álvaro Pintos 84, 86                    |
| 20 listopada 2004 | Rocha – Deportivo Maldonado 2:1 Sergio Recoba 71k, Pedro Cardozo 75 – Junior Aliberti 52k               |
| 20 listopada 2004 | Tacuarembó – Central Español Montevideo 2:1 Guillermo Dutra 44, Alejandro Mello 81 – Enrique Colzada 21 |

### Reclasificatorio 12
| Data              | Mecz |
| ----------------- | --- |
| 24 listopada 2004 | Central Español Montevideo – Miramar Miramar Misiones 2:2 Enrique Colzada 14, Marcelo Durán 55 – Sebastián Fernández 29, Pablo Granoche 45 |
| 24 listopada 2004 | Deportivo Maldonado – CA Bella Vista 2:1 Pablo González 58, Junior Aliberti 61 – Ismael Espiga 48                                          |
| 24 listopada 2004 | Colonia Juan Lacaze – Rocha 2:2 Rino Lucas 46, 58 – Charlie Daniel Santos 75, Mauro Aldave 92                                              |
| 24 listopada 2004 | CA Cerro – Tacuarembó 1:2 Pablo Melo 40 – Alejandro Mello 43, 84                                                                           |

### Reclasificatorio 13
| Data              | Mecz |
| ----------------- | --- |
| 27 listopada 2004 | Miramar Miramar Misiones – Tacuarembó 2:3 Pablo Granoche 67, 89 – Aldo Fabián Díaz 35, 60, Franco Sosa 78                |
| 27 listopada 2004 | Colonia Juan Lacaze – Deportivo Maldonado 3:1 Darwin Barreto 18, Oscar Dastés 71, Leonardo Acosta 87k – Bruno Piano 22 k |
| 27 listopada 2004 | Rocha – CA Bella Vista 1:2 Sergio Recoba 45 – Ismael Espiga 30, 33                                                       |
| 27 listopada 2004 | CA Cerro – Central Español Montevideo 0:0                                                                                |

### Reclasificatorio 14
| Data           | Mecz |
| -------------- | --- |
| 4 grudnia 2004 | CA Bella Vista – Miramar Miramar Misiones 4:2 Ismael Espiga 15, Agustín Viana 30, Egidio Arévalo Ríos 49, Pablo Adrian Castro 91 – Oscar Garay 20, Pablo Granoche 53 |
| 4 grudnia 2004 | Tacuarembó – Rocha 0:0 |
| 4 grudnia 2004 | Central Español Montevideo – Deportivo Maldonado 4:1 Luiggi Rodríguez 11, Marcelo Durán 52, Pablo Damián Castro 72, Pedro González 87 – Federico Esquivel 89         |
| 4 grudnia 2004 | CA Cerro – Colonia Juan Lacaze 1:1 Pablo Melo 48 k – Héber Noya 11                                                                                                   |

### Tabela końcowa Reclasificatorio 2004
Do drugiej ligi miały spaść trzy drużyny – najgorszy klub z Montevideo, najgorszy klub z prowincji i najgorszy z pozostałych w końcowej tabeli turnieju Reclasificatorio. Tabela ta obok wyników turnieju uwzględniała też dorobek uzyskany w turnieju Clasificatorio. Dwie najlepsze drużyny zakwalifikowały się do barażowych meczów dających szansę walki o udział w międzynarodowych pucharach – Copa Sudamericana 2005 i Copa Libertadores 2005.
| Poz | Klub                       | Mecze | Zw | Rem | Por | Pkt | BrZd | BrStr |
| --- | -------------------------- | ----- | -- | --- | --- | --- | ---- | ----- |
| 11  | Tacuarembó                 | 31    | 12 | 7   | 12  | 43  | 42   | 39    |
| 12  | Miramar Miramar Misiones   | 31    | 9  | 12  | 10  | 39  | 47   | 51    |
| 13  | Colonia Juan Lacaze        | 31    | 7  | 16  | 8   | 37  | 38   | 44    |
| 14  | Rocha                      | 31    | 8  | 11  | 12  | 35  | 41   | 51    |
| 15  | CA Cerro                   | 31    | 9  | 7   | 15  | 34  | 36   | 46    |
| 16  | Central Español Montevideo | 31    | 7  | 12  | 12  | 33  | 30   | 36    |
| 17  | CA Bella Vista             | 31    | 7  | 8   | 16  | 29  | 33   | 51    |
| 18  | Deportivo Maldonado        | 31    | 5  | 13  | 13  | 28  | 34   | 48    |

## Najlepsi strzelcy całego sezonu
Klasyfikacja obejmuje turnieje Clasificatorio, Apertura, Clausura i Reclasificatorio oraz mecze barażowe do turniejów Clausura i Apertura.
| Gole | Piłkarz           | Klub                      |
| ---- | ----------------- | ------------------------- |
| 26   | Alexander Medina  | Club Nacional de Football |
| 25   | Carlos Bueno      | CA Peñarol                |
| 20   | Gonzalo Vargas    | Defensor Sporting         |
| 18   | Leonardo Medina   | Liverpool Montevideo      |
| 18   | Pedro Cardozo     | Rocha                     |
| 17   | Everaldo Ferreira | Cerrito Montevideo        |
| 17   | Miguel Ximénez    | Plaza Colonia             |
| 13   | Pablo Granoche    | Miramar Miramar Misiones  |
| 12   | Nicolás Vigneri   | Fénix Montevideo          |
| 11   | Sergio Leal       | CA Peñarol                |
| 10   | Oscar Dastés      | Colonia Juan Lacaze       |
| 10   | Ismael Espiga     | CA Bella Vista            |
| 10   | Paulo Pezzolano   | Rentistas Montevideo      |

## Liguilla Pre-Libertadores i Pre-Sudamericana

### Baraże do Pre-Liguilla
| Data            | Mecz                                                                                                  |
| --------------- | --- |
| 11 grudnia 2004 | Miramar Miramar Misiones – Tacuarembó 0:0                                                             |
| 11 grudnia 2004 | Fénix Montevideo – Plaza Colonia 3:0 Marcelo Segales 61, Leonel Pilipauskas 66k, Richard Pellejero 78 |
| 14 grudnia 2004 | Plaza Colonia – Miramar Miramar Misiones 1:1 Osvaldo Carro 53 – Leonardo Zaroza 56                    |
| 14 grudnia 2004 | Tacuarembó – Fénix Montevideo 1:0 Aldo Fabián Díaz 51                                                 |
| 17 grudnia 2004 | Plaza Colonia – Tacuarembó 0:1 Alejandro Mello 36                                                     |
| 17 grudnia 2004 | Miramar Miramar Misiones – Fénix Montevideo 0:2 Nicolás Vigneri 90, Diego Peinado 92s                 |

| Poz        | Klub                     | Mecze | Zw | Rem | Por | Pkt | BrZd | BrStr |
| ---------- | ------------------------ | ----- | -- | --- | --- | --- | ---- | ----- |
| 1          | Tacuarembó               | 3     | 2  | 1   | 0   | 7   | 2    | 0     |
| 2          | Fénix Montevideo         | 3     | 2  | 0   | 1   | 6   | 5    | 1     |
| 3          | Miramar Miramar Misiones | 3     | 0  | 2   | 1   | 2   | 1    | 3     |
| 4          | Plaza Colonia            | 3     | 0  | 1   | 2   | 1   | 1    | 5     |
| Legenda:   |                          |       |    |     |     |     |      |       |
| 1/4 finału |                          |       |    |     |     |     |      |       |

### 1/4 finału
| Data            | Mecz |
| --------------- | --- |
| 3 stycznia 2005 | Fénix Montevideo – Defensor Sporting 2:2 Marcelo Segalés 70, Nicolás Vigneri 95k – Danilo Peinado 74, Diego de Souza 81                  |
| 3 stycznia 2005 | Tacuarembó – CA Peñarol 0:2 Cristian Rodríguez 17, Carlos Bueno 52                                                                       |
| 3 stycznia 2005 | Cerrito Montevideo – Liverpool Montevideo 2:1 Everaldo Ferreira 47k, Juan Rottondo 91 – Leonardo Medina 30                               |
| 3 stycznia 2005 | Montevideo Wanderers – Rentistas Montevideo 0:1 Valentín Villazán 70k                                                                    |
| 6 stycznia 2005 | Defensor Sporting – Fénix Montevideo 1:0 Maxi Pereira 43 Awans: Defensor Sporting                                                        |
| 6 stycznia 2005 | CA Peñarol – Tacuarembó 1:1 Martín Adrián García 94k – Nicanor Leal 82 Awans: CA Peñarol                                                 |
| 6 stycznia 2005 | Liverpool Montevideo – Cerrito Montevideo 2:1 (dog), karne 3:4 Juan Marcelo Toya 90, 92 – Everaldo Ferreira 82 Awans: Cerrito Montevideo |
| 6 stycznia 2005 | Rentistas Montevideo – Montevideo Wanderers 1:1 Mauricio Webber 20 – Ronald Ramírez 40 Awans: Rentistas Montevideo                       |

### 1/2 finału
| Data             | Mecz |
| ---------------- | --- |
| 9 stycznia 2005  | Rentistas Montevideo – Defensor Sporting 0:1 Sebastián Taborda 73k                                                                                                |
| 9 stycznia 2005  | Cerrito Montevideo – CA Peñarol 2:2 Alberto Martín Acosta 47, Pablo Russo 55 – Gonzalo Pizzichillo 70, Gabriel Cedrés 84                                          |
| 12 stycznia 2005 | Defensor Sporting – Rentistas Montevideo 4:1 Eduardo Jaume 40, Sebastián Taborda 57k, 92, Andrés Walter Rodríguez 94 – Fernando Savio 84 Awans: Defensor Sporting |
| 12 stycznia 2005 | CA Peñarol – Cerrito Montevideo 1:0 Adrián Apellaniz 65 Awans: CA Peñarol                                                                                         |

### Finał
| Data             | Mecz |
| ---------------- | --- |
| 16 stycznia 2005 | CA Peñarol – Defensor Sporting 2:1 Carlos Bueno 62k, 64 – Andrés Walter Rodríguez 55                                        |
| 19 stycznia 2005 | Defensor Sporting – CA Peñarol 2:2 Andrés Walter Rodríguez 40, Nelson Semperena 44 – Gonzalo Pizzichillo 2, Carlos Diogo 83 |

- Zwycięzca Pre-Liguilla CA Peñarol zakwalifikował się do Copa Libertadores 2005 jako trzeci klub urugwajski obok mistrza Urugwaju Danubio FC i wicemistrza Urugwaju Club Nacional de Football
- Finalista Pre-Liguilla Defensor Sporting zakwalifikował się do Copa Sudamericana 2005 jako drugi klub obok mistrza Urugwaju Danubio FC.